# Барабуля смугаста
Барабу́ля смуга́ста (лат. Mullus surmuletus) — вид барабульок, родина Mullidae, поширений у північно-східній Атлантиці, Середземному і Чорному морях. Морська демерсальна океанодромна риба, до 40 см довжиною.